# Waldemar Kuczyński
Marian Waldemar Kuczyński (ur. 22 listopada 1939 w Kaliszu) – polski ekonomista, dziennikarz, publicysta i polityk, w latach 1990–1991 minister przekształceń własnościowych.

## Życiorys

### Okres PRL
W 1958 złożył egzamin dojrzałości w I Liceum Ogólnokształcącym im. Adama Asnyka w Kaliszu. W latach 1959–1966 należał do Związku Młodzieży Socjalistycznej i Polskiej Zjednoczonej Partii Robotniczej. W latach 1960–1965 studiował na Uniwersytecie Warszawskim. W trakcie studiów pełnił funkcję II sekretarza POP PZPR na Wydziale Ekonomii Politycznej UW. Uczestniczył aktywnie w zebraniach utworzonego w 1962 z inicjatywy Karola Modzelewskiego Politycznego Klubu Dyskusyjnego. Od 1963 był inwigilowany przez funkcjonariuszy SB, na podstawie założonej dla niego sprawy operacyjnego rozpracowania (SOR) o kryptonimie „Rosomak”. Po ukończeniu studiów został asystentem na Wydziale Ekonomii UW. W 1966 został usunięty z PZPR i zwolniony z pracy na UW. Otrzymał nakaz pracy w Zakładach Mechanicznych „Ursus”. W 1968 uczestniczył w spotkaniach dyskusyjnych studentów i młodej inteligencji, w tym w spotkaniu z 4 marca 1968, na którym przygotowywano wiec w obronie relegowanych z UW studentów Adama Michnika i Henryka Szlajfera. Po wiecu, który odbył się 8 marca 1968, został 10 marca 1968 aresztowany. Zwolniono go po około pół roku.
W latach 1973–1978 pracował jako adiunkt w Instytucie Organizacji, Zarządzania i Ekonomiki Przemysłu Budowlanego. W styczniu 1977 podpisał jeden z listów domagających się powołania komisji sejmowej ds. zbadania okoliczności wystąpień robotniczych w czerwcu 1976. W 1978 należał do założycieli Towarzystwa Kursów Naukowych (TKN) i następnie był jego wykładowcą. W ramach TKN wydano jego pracę poświęconą polskiej polityce gospodarczej lat 60. i 70. zatytułowaną Po wielkim skoku (1979). Była to pierwsza kompleksowa i krytyczna ocena polityki ekonomicznej ekipy Edwarda Gierka. Publikował w wydawnictwach drugiego obiegu, głównie w „Biuletynie Informacyjnym” i „Robotniku”. W ramach represji w maju 1978 stracił pracę.
W sierpniu 1980 był sygnatariuszem apelu 64 intelektualistów do władz komunistycznych o podjęcie rozmów ze strajkującymi robotnikami. 24 sierpnia 1980 wszedł w skład Komisji Ekspertów przy Międzyzakładowym Komitecie Strajkowym (MKS) w Gdańsku. Od stycznia 1981 był formalnie członkiem Rady Programowo-Konsultacyjnej Komisji Krajowej NSZZ „Solidarność” i w tym charakterze należał do doradców związku. Od marca 1981 był członkiem organizującej się redakcji „Tygodnika Solidarność”, w którym kierował działem ekonomicznym, a od 1 czerwca 1981 był zastępcą redaktora naczelnego. Jako obserwator z ramienia NSZZ „Solidarność” uczestniczył w obradach Komisji Rządowej ds. Reformy Gospodarczej. Jesienią 1981 przygotował razem z Ryszardem Bugajem dla Komisji Programowej I Krajowego Związku Delegatów związku wariant programu gospodarczego, w którym stopniowe urynkowienie gospodarki łączono z silnym nadzorem społecznym i mocną ochroną grup najuboższych. W stanie wojennym został internowany (13 grudnia 1981) w Białołęce, a następnie w Jaworzu. Został zwolniony 12 lutego 1982 z powodu ciężkiej choroby córki. W sierpniu 1982 wyjechał do Francji wraz z córką celem kontynuacji jej leczenia. Pracował w École des hautes études en sciences sociales w Paryżu. Był też komentatorem Radia Wolna Europa, publicystą „Aneksu”, „Kultury” i nowojorskiego „Nowego Dziennika”.

### III Rzeczpospolita
Powrócił do Polski w lipcu 1989. Uczestniczył w tworzeniu rządu Tadeusza Mazowieckiego i opracowaniu jego programu. Zaproponował nowemu premierowi powołanie Leszka Balcerowicza na ministra finansów. We wrześniu tego samego roku został mianowany na podsekretarza stanu w Urzędzie Rady Ministrów jako szef zespołu doradców premiera. We wrześniu 1990 stanął na czele nowo powołanego Ministerstwa Przekształceń Własnościowych. Rozpoczął prywatyzację przedsiębiorstw państwowych, sprzedając w ofercie publicznej akcje pięciu pierwszych firm, przygotował utworzenie Giełdy oraz Komisji Papierów Wartościowych. Odszedł ze stanowiska wraz z całym gabinetem w styczniu 1991.
W wyborach samorządowych w 2002 bez powodzenia kandydował do Rady m.st. Warszawy z listy komitetu Unia dla Warszawy. Był jednym z członków założycieli Unii Demokratycznej, a następnie Unii Wolności. Był członkiem ich prezydiów, a także Rady Politycznej UW. Do czerwca 2005 należał do Partii Demokratycznej. Później pozostał bezpartyjny. Członek rady programowej Stowarzyszenia Pracowników, Współpracowników i Przyjaciół Rozgłośni Polskiej Radia Wolna Europa Imienia Jana Nowaka-Jeziorańskiego w Warszawie. W 2005 uzyskał z IPN potwierdzenie statusu osoby pokrzywdzonej działaniami komunistycznej bezpieki, a w 2018 z Urzędu do Spraw Kombatantów i Osób Represjonowanych potwierdzenie, że był działaczem opozycji antykomunistycznej represjonowanym z powodów politycznych. Od 2018 członek Rady Programowej Polskiej Fundacji im. Roberta Schumana oraz powołanego w tym samym roku Komitetu Obywatelskiego przy Lechu Wałęsie.
W latach 1999–2001 był głównym doradcą ekonomicznym premiera Jerzego Buzka. Z jego inicjatywy i pod jego kierownictwem powstał liczący ponad sześćset stron Raport o stanie państwa i działaniach rządu w latach 1997–2001. Od 2002 do 2006 wykładał w Wyższej Szkole Bankowej w Poznaniu oraz Wyższej Szkole Humanistycznej w Pułtusku. W latach 2002–2005 zasiadał w działającej przy prezesie Rady Ministrów Radzie Strategii Społeczno-Gospodarczej.
Publikuje lub publikował m.in. w dziennikach „Gazeta Wyborcza” i „Rzeczpospolita”, tygodnikach „Wprost” i „Polityka” oraz w portalu Wirtualna Polska. Komentator wydarzeń gospodarczych i politycznych m.in. w Tok FM, TVN24 i Superstacji.

## Życie prywatne
Syn Mariana Kuczyńskiego (zamordowanego w maju 1941 w Bloku XI KL Auschwitz) oraz Marianny z domu Pecold. Po wojnie jego matka ponownie wyszła za mąż – za Władysława Radziejewskiego. Od 1966 mąż Haliny Flis-Kuczyńskiej, z którą ma troje dzieci: Macieja, Dorotę i Natalię.

## Wybrane publikacje
Książki
- Tropem Wielkiej Przemiany. Publicystyka 1989–2004, Scriptorium 2019,
- Przeciw Czwartej Rzeczpospolitej. Publicystyka 2004–2007, Poltext 2015,
- Solidarność w opozycji. Dziennik 1993–1997, Poltext 2012,
- Solidarność u władzy. Dziennik 1989–1993, Europejskie Centrum Solidarności 2010,
- Burza nad Wisłą. Dziennik 1980–1981, Iskry 2002,
- Agonia Systemu, Presspublica 1996,
- Zwierzenia zausznika, BGW 1992,
- Obóz, CDN 1982, Wydawnictwo „V” 1983, Aneks 1983, Herderbucherei (niem.) 1987,
- Po wielkim skoku, NOWA 1979, PWE 1981, Editori Riuniti 1981, Poltext 2012.

Przekłady
- Aron Kacenelinbojgen, Reprodukcja i optimum ekonomiczne (z jęz. rosyjskiego), PWE 1974,
- Leon Kantorowicz, Aleksandr Gorstko, Optymalne decyzje ekonomiczne (z jęz. rosyjskiego), PWE 1976,
- Jean Monnet, Wspomnienia (z jęz. francuskiego), Poltext 2015,
- Jean-Hervé Lorenzi, Mickael Berrebi, Świat Przemocy. Ekonomia światowa 2016–2030 (z jęz. francuskiego), Scholar 2017.

Redakcje
- Tadeusz Mazowiecki, polityk trudnych czasów – księga jubileuszowa, United Publishers 1997, redaktor,
- Księga „Dziesięciolecie Polski Niepodległej 1989–1999”, United Publishers, 2001, redaktor naczelny.

## Odznaczenia i wyróżnienia
Ordery i odznaczenia
- Krzyż Komandorski Orderu Odrodzenia Polski (2011)[15]
- Krzyż Oficerski Orderu Odrodzenia Polski (2001)[16]
- Odznaka honorowa „Działacza opozycji antykomunistycznej lub osoby represjonowanej z powodów politycznych” (2018)

Nagrody i wyróżnienia
- Nagroda Peryklesa (2014)[17]